# 蒙古野驢
蒙古野驢（Equus hemionus hemionus），或稱戈壁野驢，是亞洲野驢的一個亞種。牠們分佈在蒙古及中國北方，以往亦曾在哈薩克出沒，但因獵殺而在當地滅絕了。
蒙古野驢的分佈地於1990年代大大的減少。於1994年至1997年估計就有33000-63000隻蒙古野驢，分佈在差不多整個蒙古南部。但到了2003年就只有約20000隻，分佈在蒙古南部的17萬平方公里。雖然所有資料都非正式統計，但肯定牠們在過去70年就已失去了50%的分佈地。
蒙古野驢的數量下降是因被烹吃及與其他家畜爭食所致，並被列為瀕危物種。自1953年起，牠們在蒙古就已經全面受到保護。牠們被列在《瀕危野生動植物種國際貿易公約》附錄二中。但是，由於人類人口膨漲及嚴冬的氣候，牠們與牧民之間的爭競就更為激烈。
蒙古野驢被烹吃的問題日益嚴重。在一些地區，牠們的肉是很廉價。單於2005年的問卷調查，就顯示每年有多達4500匹蒙古野驢被烹吃，即總數量的20%。再者於1990年代初，政策容許城市居民回歸為遊牧民族，引發野外地區的人口及家畜暴增。